# Bellaing
Bellaing ist eine französische Gemeinde im Département Nord in der Region Hauts-de-France. Sie gehört zum Kanton Aulnoy-lez-Valenciennes im Arrondissement Valenciennes. Die Bewohner nennen sich Bellaingeois oder Bellaingeoises.

## Geografie
Die Gemeinde Bellaing liegt im ehemaligen nordfranzösischen Steinkohlerevier, sieben Kilometer westlich der Innenstadt von Valenciennes. Sie grenzt im Nordosten an Hérin, im Südosten an Oisy. im Südwesten an Haveluy und im Nordwesten an Wallers.

## Bevölkerungsentwicklung
| Jahr                       | 1962 | 1968 | 1975 | 1982 | 1990 | 1999 | 2008 | 2013 | 2020 |
| Einwohner                  | 941  | 1225 | 1298 | 1555 | 1335 | 1305 | 1222 | 1168 | 1263 |
| Quellen: Cassini und INSEE |      |      |      |      |      |      |      |      |      |

## Sehenswürdigkeiten
- Schloss

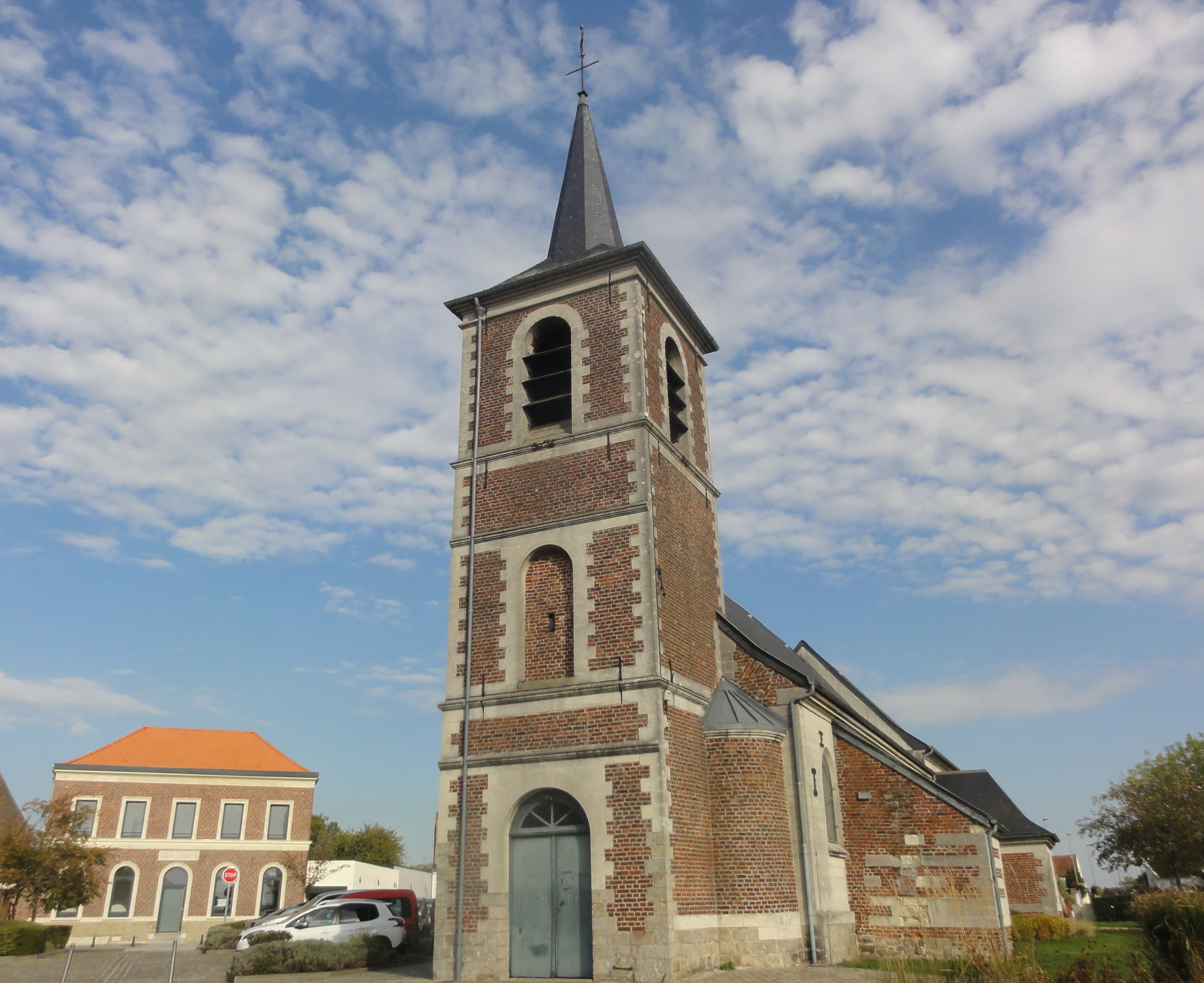
Kirche Saint-Denis
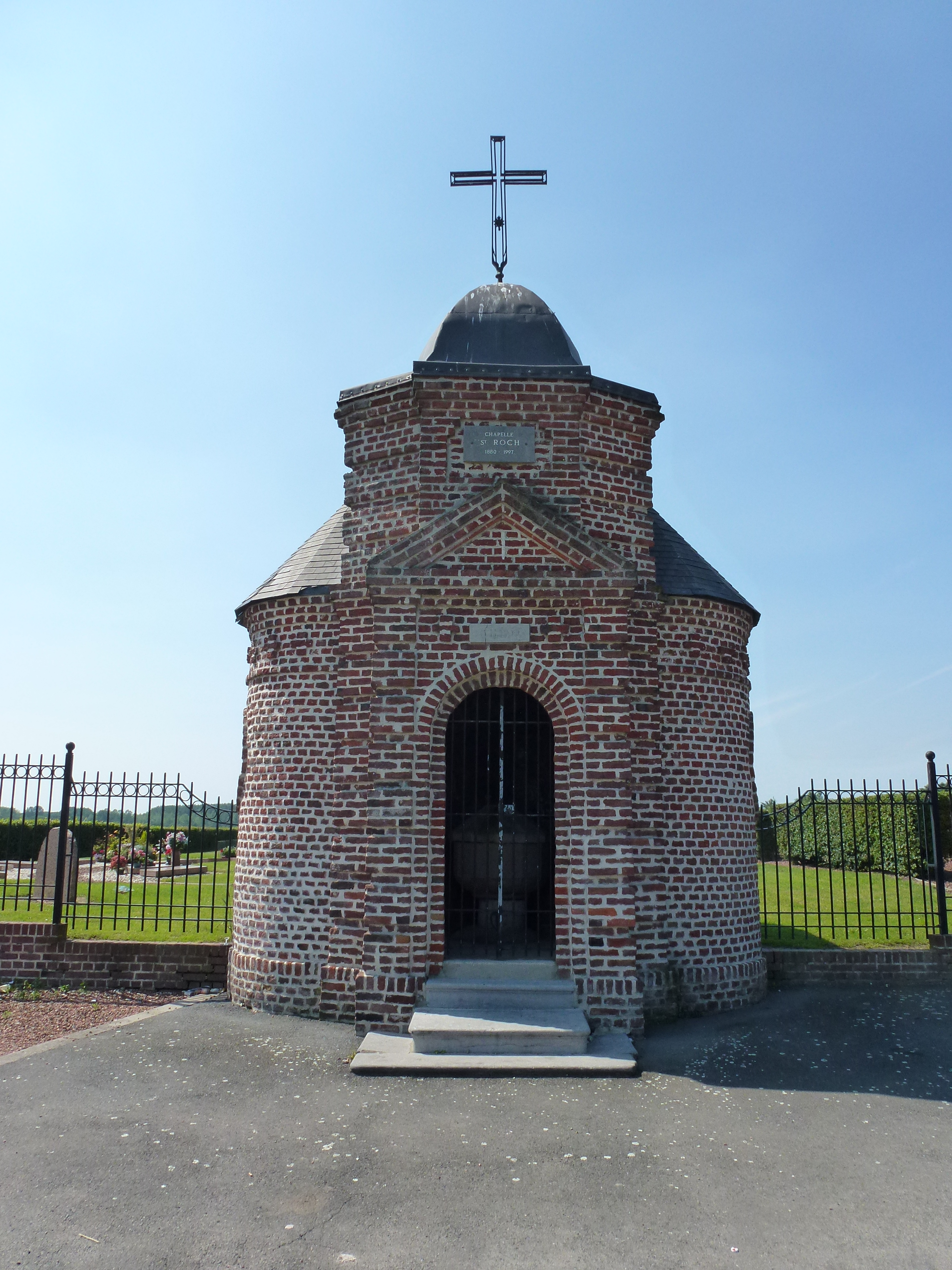
Kapelle Saint-Roch
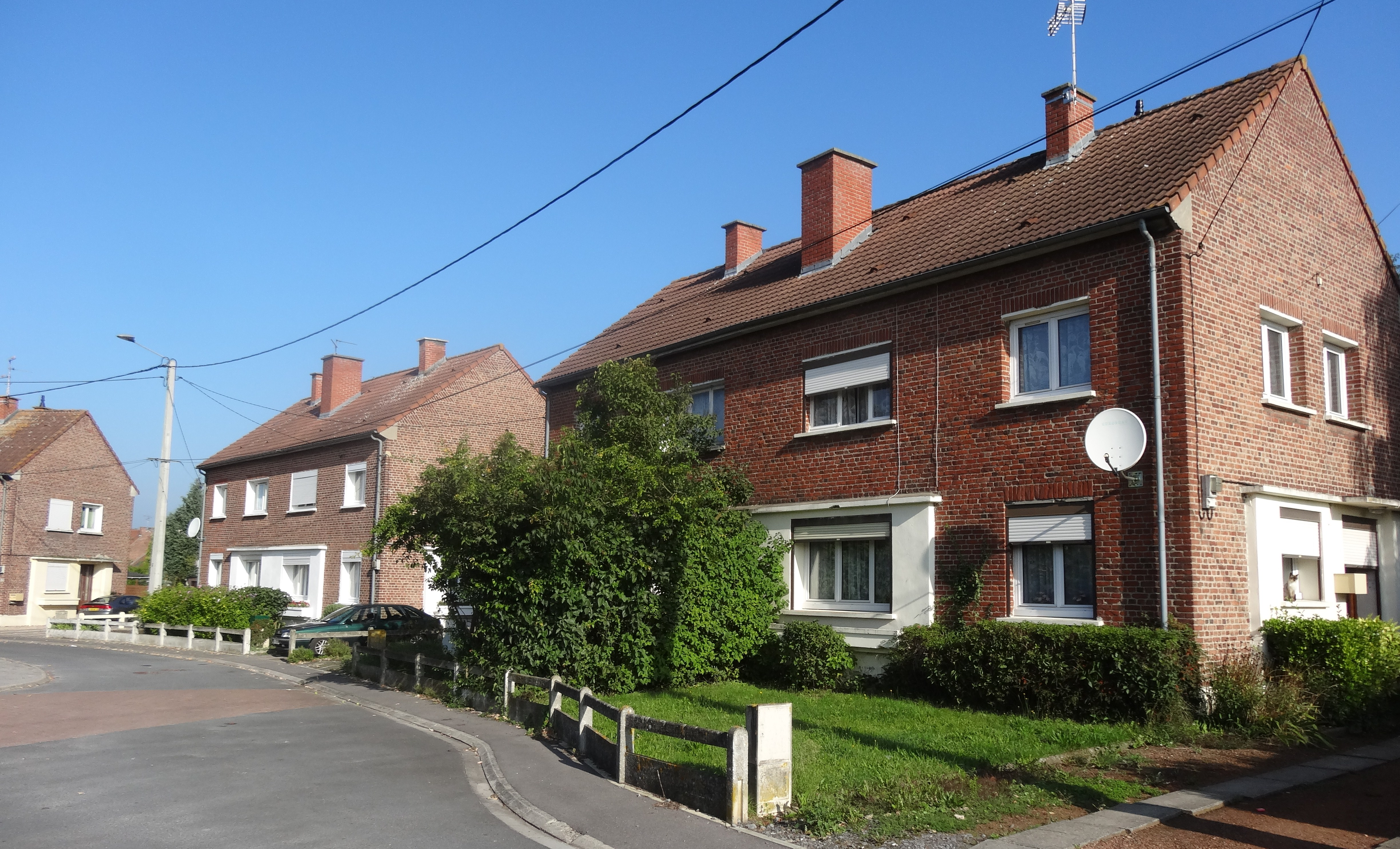
Bergarbeitersiedlung Cité Bellaing
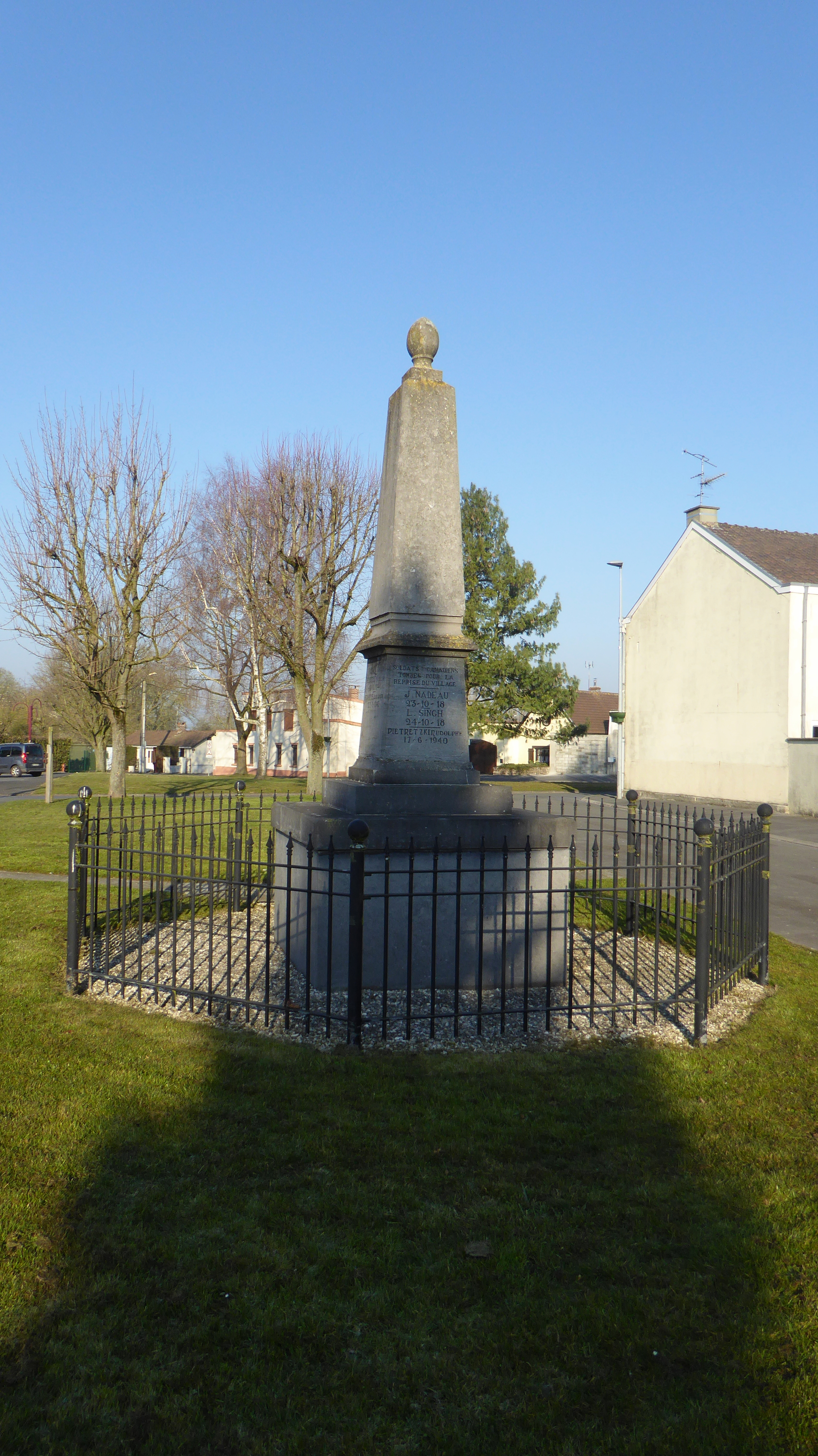
Gefallenendenkmal

- Kirche Saint-Denis
- Kapelle Saint-Roch
- Bergarbeitersiedlung Cité Bellaing
- Gefallenendenkmal